# Bété
I bété sono una popolazione della Costa d'Avorio, di cui rappresentano una delle etnie principali. Appartengono al gruppo dei popoli kru.
Il presidente della Costa d'Avorio Laurent Gbagbo e il cardinale cattolico Bernard Agré appartengono a questo gruppo etnico.

## Creazione dell'etnia
Oggi l'etnia bété esiste e non è una nozione ambigua, ma non si può essere altrettanto certi per ciò che concerne l'universo che precede la colonizzazioe francese.
L'etnonimo è effettivamente poco attendibile; queste popolazioni chiamate "bété" ignoravano questo termine prima del periodo coloniale. L'etnonimo "bété" deriverebbe da un'espressione corrente che significa "pace" o "perdono". Gli archivi lasciati dall'amministrazione coloniale ci mostrano come questa espressione fu utilizzata dalle popolazioni locali durante la fase di pacificazione intensiva e designa un gesto di conciliazione e di sottomissione.
Al di là dei pareri sull'origine del nome "bété" appare certo che i gruppi che compongono l'attuale regione Bété non si riconoscono in un'identità comune.
La nozione di "Pays Bété" (Regione Bété) non possiede un corrispondente reale nella sfera precoloniale; quest'ultimo è stato creato nel quadro delle conquiste coloniali. Il passato coloniale ha creato questa etnicità, fattori economici, amministrativi e politici si sono combinati tra loro e hanno prodotto l'etnicità Bété.